# Castelo Powrie

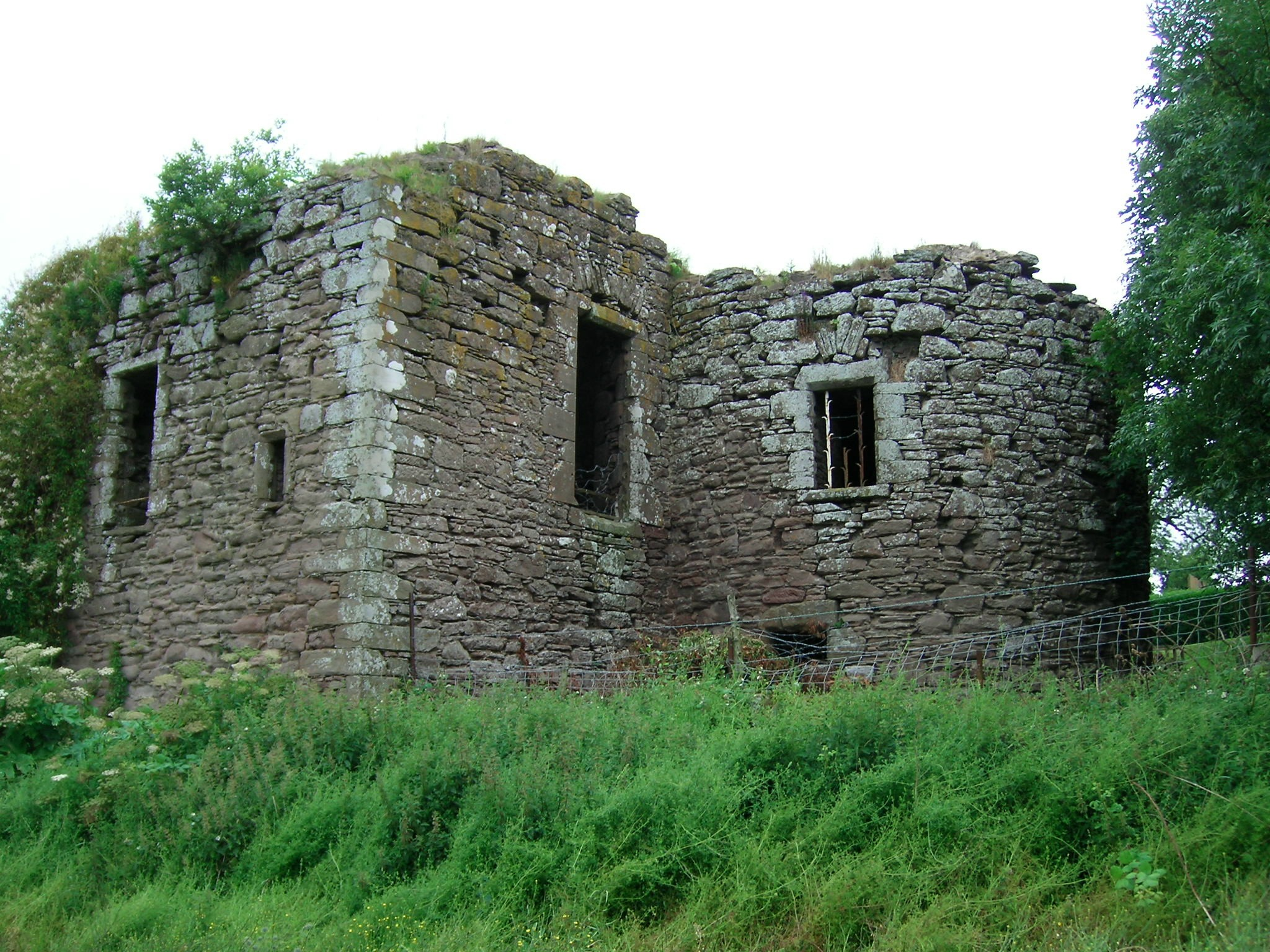
Castelo Powrie, Escócia.

O Castelo Powrie (em inglês:  Powrie Castle) é um castelo do século XVII atualmente em ruínas localizado em Murroes, Dundee, Escócia.

## História
O lintel da janela direita do primeiro andar está datada de 1604. Foi restaurado em 1978-81.
Encontra-se classificado na categoria "A" do "listed building" desde 11 de junho de 1971.